# Fernley Observatory
Das Fernley Observatory, früher auch unter den Namen Fernley Meteorological Observatory und Southport Auxiliary Observatory bekannt, ist ein Observatorium im Hesketh Park der Stadt Southport. Während der 140 Jahre seines Bestehens fungierte das Fernley Observatory zeitweise als astronomische Sternwarte, die längste Zeit aber als meteorologische Beobachtungsstation und ist heute eine Volkssternwarte. Seit dem 2. Juli 1997 ist es als denkmalgeschütztes Bauwerk (Grade II) in der National Heritage List for England (Nr. 1379586) eingetragen.

## Beschreibung
Das Fernley Observatory ist ein zweigeschossiges Gebäude. Das Erdgeschoss besteht aus im Läuferverband gemauerten roten Backsteinen. An der Frontseite ein Paar Türen mit Rundbögen und Oberlichtern, über zwei Stufen erreichbar. An der linken und rechten Seite jeweils ein vergittertes Fenster. An der Rückseite befindet sich eine Treppe, über die die erste Etage erreichbar ist. Die erste Etage besteht aus rechteckigen und quadratischen Platten im Holzrahmenbau. An der Front zwei Glasscheibenfenster. Die Kuppel befindet sich darüber auf der linken Seite des Gebäudes.
Im Inneren befindet sich der intakte Refraktor. Um die Kuppel herum die Inschrift “Psalm XIX-I THE HEAVENS DECLARE THE GLORY OF GOD; AND THE FIRMAMENT SHEWETH HIS HANDYWORK” (deutsch: „Psalm XIX-I Die Himmel rühmen die Herrlichkeit Gottes, vom Werk seiner Hände kündet das Firmament“). Unter der Umschrift ein Fries mit feldierten länglichen Platten. Rippen in der Kuppel. In der Kuppel können zwei Platten geöffnet werden. Die Kuppel befindet sich auf Rollen und ermöglicht so eine Rundumansicht.

## Geschichte
Das Fernley Observatory geht zurück auf die 1871 errichtete meteorologische Beobachtungseinrichtung im 1868 angelegten Hesketh Park. Die ersten meteorologischen Messinstrumente wurden durch John Fernley (1796–1874) gestiftet und Joseph Baxendell, seit 1858 Fellow der Royal Astronomical Society, zum ersten Superintendenten des Fernley Observatory und Borough-Meteorologen ernannt.
1877 schenkte Thomas Sebastian Bazley, 2nd Baronet of Hatherop Baxendell seinen 1869 von T. Cooke & Sons hergestellten 6”-Refraktor sowie die dazugehörige Holzkuppel. Der Refraktor mitsamt Kuppel wurde von Gloucestershire in Baxendells Garten in der 14 Liverpool Road, Birkdale transportiert und Baxendell nannte daraufhin sein Haus „The Observatory“. Nach dem Tod des Vaters wurde sein damals 18-jähriger Sohn gleichen Namens, Joseph Baxendell (1869–1940), zum zweiten Superintendenten und Borough-Meteorologen ernannt. Im Gegensatz zu seinem Vater galt sein Interesse weniger der Astronomie als viel mehr der Meteorologie; später wurde er Fellow der Royal Meteorological Society.
Mit Geld aus dem Nachlass von John Fernley wurde dann 1901 das Observatorium in den Hesketh Park verlegt, unweit der meteorologischen Messinstrumente, und auf einen Backsteinunterbau errichtet. Bis in die späten 1930er Jahre war das Fernley Observatory für die Öffentlichkeit geöffnet. Im Juni 1936 ging Joseph Baxendell in den Ruhestand und George A. Lidster zum neuen Borough-Meteorologen ernannt. Die meteorologischen Instrumente wurden wenig später, wegen zu starken Baumwuchs in ihrer Umgebung, an die Crossens Pumping Station verlegt.
Ab den 1950er Jahren wurde das Fernley Observatory dann hauptsächlich vom Southport Technical College und von der Southport Astronomical Society genutzt. 1986 wurde dann versucht das Observatorium wieder der breiteren Masse zugänglich zu machen, 1990 wurden dahingehende Aktivitäten wegen der schlechten Bausubstanz aber wieder eingestellt. Erst 2008 wurde durch den Heritage Lottery Fund die Renovierung finanziert, das zuständige Bauunternehmen aus Glasgow meldete aber 2 Monate später Konkurs an. 2014, nach einem Tag der offenen Tür, wurde dann die Fernley Observatory Heritage Group gegründet und 2015 mit den ersten Baumaßnahmen begonnen.